# 오메이촌
오메이촌(嚶鳴村)은 지바현 가이조군에 일찍이 존재했던 촌이다. 

## 지리
- 현재의 아사히시 동부에 해당한다.

## 역사
- 1889년 4월 1일 - 정촌제 시행에 수반해 가이조군 쓰루마키촌이 성립하였다.
- 1954년 3월 31일 - 쓰루마키촌, 오메이촌과 합병해 우나카미정을 신설해, 동일 오메이촌은 폐지되었다.

## 인구
| 1891년 | 2,454 |

## 교통

### 철도
- 일본국유철도 ( → 동일본 여객철도)
  - 소부 본선

### 도로
- 2급국도
  - 국도 제126호선

## 참고문헌
- 角川日本地名大辞典編纂委員会『角川日本地名大辞典 12 千葉県』、角川書店、1984年 ISBN 4040011201